# Margareta Ekarv
Margareta Ekarv, född 5 mars 1936, död 30 juni 2014 i Stockholm, var en svensk författare. Hon debuterade som poet, men skrev senare också pjäser, noveller och flera romaner. Ett tema i hennes tidiga böcker var den karga uppländska landsbygd där hon själv växte upp. Hon skrev också några fackböcker om jordbruk.
Hon arbetade som folkskollärare och producent på Riksutställningar, men var från 1984 författare på heltid.
Hon intresserade även sig för hur man skriver för läshandikappade och gjorde bland annat en lättläst version av Jan Fridegårds Yxskaftet (LT, 1990). Hennes pjäs Drömmarnas barn spelades av Radioteatern 1996 i regi av Peter Oskarson.

## Priser
- 1984 – Landsbygdens författarstipendium